# Brandon Sanderson
Brandon Sanderson (Lincoln (Nebraska), 19 de dezembro de 1975) é um escritor norte-americano de fantasia e ficção científica. Ele é mais conhecido por sua série Mistborn e The Stormlight Archive, além do seu trabalho ao substituir o também escritor americano Robert Jordan (1948-2007) na série de fantasia The Wheel of Time ("A Roda do Tempo"), finalizando-a após o falecimento deste último.
Sanderson trabalhou como editor para a revista independente de ficção, horror e fantasia Leading Edge enquanto frequentava a escola na Universidade de Brigham, onde ele agora ensina periodicamente aulas de escrita criativa. Em 2008 Sanderson começou um podcast com os autores Dan Wells e Howard Tayler, envolvendo tópicos sobre criação e produção escrita e quadrinhos.
No Brasil, teve dois de seus livros publicados nacionalmente pela editora LeYa Brasil, Elantris (lançado em 2012) e o primeiro volume da série Mistborn, Mistborn: The Final Empire, traduzido para o país como "Mistborn - Nascidos da Bruma: O Império Final" (lançado em 2014).

## Biografia
Sanderson nasceu na cidade americana de Lincoln, no estado de Nebraska, em 19 de dezembro de 1975, e atualmente reside em American Fork, Utah. Ele obteve seu mestrado de escrita criativa em 2005 pela Universidade Brigham, onde ele fez parte da equipe de ponta de uma revista de ficção especulativa semi-profissional, publicado pela universidade.
Sanderson é casado, desde 2006, com Emily Bushman, com quem tem dois filhos. Emily atua também como a empresária do escritor. Sanderson é membro de A Igreja de Jesus Cristo dos Santos dos Últimos Dias, tendo servido como missionário durante alguns anos em Seul, na Coreia do Sul. Desde 2008, participa semanalmente do podcast Writing Excuses, com os também autores Dan Wells, Mary Robinette Kowal e com o cartunista Howard Tayler.

## Livros
Sanderson publicou seu primeiro romance, Elantris, originalmente através da editora Tor Books (no Brasil saiu pela editora Leya) em 21 de abril de 2005, com críticas positivas no geral. Elantris conta a história dos habitantes malditos de uma outrora grande cidade, que antes exercia poderosa magia. Mas em 2006, saiu seu mais famoso trabalho, a trilogia Mistborn - Nascidos da Bruma (lançado no Brasil pela editora Leya), que mostra um mundo fantástico se reerguendo após uma catástrofe misteriosa que cobriu o local com névoa e cinzas. O Senhor Soberano (Lord Ruler) é o imperador do lugar e comanda de maneira brutal, por meio do trabalho escravo dos Skaa. Dentro de um grupo de rebeldes dispostos a derrubar o império está uma garota que pode mudar o rumo da história. Após o sucesso, Sanderson escreveu romances mais jovens, a série Alcatraz (no Brasil saiu como Alcatraz contra os Bibliotecários do Mal pela editora Benvirá). Seguido de uma volta à fantasia mais adulta em livros da série The Stormlight Archives (no Brasil saiu como Os Relatos da Guerra das Tempestades pela editora Trama).
Sanderson alcançou primeiros lugares na lista dos mais vendidos livros de ficção do New York Times, com suas obras citadas acima e em 31 de Agosto de 2012 lançou uma novela de ficção científica intitulada Legion (ainda inédita no Brasil) além de outros trabalhos mais curtos e uma nova série mais jovem,  Os Executores (The Reckoners), publicado no Brasil pela editora Aleph.
Brandon Sanderson trabalhou também no roteiro de um jogo de RPG e aventura para videogames, inspirada em sua serie Mistborn, que está sendo desenvolvido pela empresa Little Orbit, para várias plataformas e se chamará Mistborn: Birthright.

## Lançamentos e Editoras no Brasil[2][3][4]
| Lançamento        | Título em português                                                                   | Editora           | Título e lançamento original                                       |
| ----------------- | ------------------------------------------------------------------------------------- | ----------------- | ------------------------------------------------------------------ |
| 1 de dez. de 2012 | Elantris                                                                              | Leya              | Elantris (2005)                                                    |
| 19 dezembro 2012  | Alcatraz Contra os Bibliotecários do Mal                                              | Benvirá           | Alcatraz Versus the Evil Librarians (2007)                         |
| 12 agosto 2013    | Alcatraz Contra os Ossos do Escrivão                                                  | Benvirá           | Alcatraz Versus the Scrivener's Bones (2008)                       |
| 1 janeiro 2014    | Mistborn Primeira Era - O império final (vol. 1)                                      | Leya              | Mistborn: The Final Empire (2006)                                  |
| 8 abril 2015      | Mistborn Primeira Era - O poço da ascensão (vol. 2)                                   | Fantasy           | Mistborn: The Well of Ascension (2007)                             |
| 15 novembro 2016  | Mistborn Primeira Era - O heróis das eras (vol. 3)                                    | Leya              | Mistborn: The Hero of Ages (2008)                                  |
| 11 novembro 2016  | Coração de Aço: Livro I da série Executores: 1                                        | Editora Aleph     | Steelheart (2013)                                                  |
| 30 outubro 2017   | Tormenta de Fogo: Livro II da série Executores: 2                                     | Editora Aleph     | Firefight (2015)                                                   |
| 7 dezembro 2017   | Mistborn Segunda Era - A liga da lei: 1                                               | Leya              | Mistborn: The Alloy of Law (2011)                                  |
| 7 dezembro 2017   | Mistborn Segunda Era - As sombras de si mesmo: 2                                      | Leya              | Mistborn: Shadows of Self (2015)                                   |
| 7 dezembro 2017   | Mistborn Segunda Era - Os braceletes da perdição: 3                                   | Leya              | Mistborn: The Bands of Mourning (2016)                             |
| 2 julho 2018      | Calamidade: Livro III da série Executores: 3                                          | Editora Aleph     | Calamity (2016)                                                    |
| 17 dezembro 2018  | Skyward: Conquiste as estrelas                                                        | Planeta Minotauro | Skyward (2018)                                                     |
| 20 agosto 2022    | O caminho dos reis                                                                    | Trama             | The Way of Kings (2010)                                            |
| 25 novembro 2022  | Starsight: Veja além das estrelas (Skyward Livro 2)                                   | Planeta Minotauro | Starsight (2019)                                                   |
| 2 maio 2023       | Tress, a garota do Mar Esmeralda: Projeto Secreto #1                                  | Trama             | Tress of the Emerald Sea                                           |
| 15 outubro 2023   | Palavras de Radiância                                                                 | Trama             | Words of Radiance (2014)                                           |
| 15 maio 2024      | O manual do mago frugal para sobrevivência na Inglaterra medieval: Projeto Secreto #2 | Trama             | The Frugal Wizard's Handbook for Surviving Medieval England (2023) |

### Histórias curtas
| Ano  | Título Original                                    | Português |
| ---- | -------------------------------------------------- | --------- |
| 2008 | Firstborn                                          |           |
| 2008 | Defending Elysium                                  |           |
| 2011 | Infinity Blade: Awakening (novela)                 |           |
| 2012 | Legion (novela)                                    |           |
| 2012 | The Emperor's Soul (novela)                        |           |
| 2013 | Infinity Blade: Redemption (novela)                |           |
| 2013 | Shadows for Silence in the Forests of Hell (conto) |           |
| 2014 | Sixth of The Dusk (novela)                         |           |
| 2014 | Legion: Skin Deep (novela)                         |           |
| 2015 | Perfect State (novela)                             |           |
| 2016 | Edgedancer (novela)                                |           |
| 2017 | Snapshot                                           |           |

### Série Elantris
| Ano  | Título Original              | Português |
| ---- | ---------------------------- | --------- |
| 2005 | Elantris                     | Elantris  |
| 2006 | The Hope of Elantris (conto) |           |
| 2012 | The Emperor's Soul (novela)  |           |

### Série Warbreaker
| Ano  | Título Original | Português |
| ---- | --------------- | --------- |
| 2009 | Warbreaker      |           |

### Alcatraz
| Ano  | Título Original                                                    | Português                                |
| ---- | ------------------------------------------------------------------ | ---------------------------------------- |
| 2007 | Alcatraz Versus the Evil Librarians (ISBN 978-8502103764)          | Alcatraz Contra os Bibliotecários do Mal |
| 2008 | Alcatraz Versus the Scrivener's Bones (ISBN 978-0-439-92554-9)     | Alcatraz Contra os Ossos do Escrivão     |
| 2009 | Alcatraz Versus the Knights of Crystallia (ISBN 978-0-439-92555-6) |                                          |
| 2010 | Alcatraz Versus the Shattered Lens (ISBN 978-0-439-92557-0)        |                                          |

### Série Mistborn[13][14][15]
| Ano  | Título Original                                          | Português                                           |
| ---- | -------------------------------------------------------- | --------------------------------------------------- |
| 2006 | Mistborn: The Final Empire (ISBN 978-858044864-1)        | Mistborn Primeira Era - O império final (vol. 1)    |
| 2007 | Mistborn: The Well of Ascension (ISBN 978-0-7653-5613-0) | Mistborn Primeira Era - O poço da ascensão (vol. 2) |
| 2008 | Mistborn: The Hero of Ages (ISBN 978-0-7653-5614-7)      | Mistborn Primeira Era - O heróis das eras (vol. 3)  |

### Série Wax and Wayne (Segunda era de Mistborn)[16]
| Ano  | Título Original                                       | Português                                           |
| ---- | ----------------------------------------------------- | --------------------------------------------------- |
| 2011 | Mistborn: The Alloy of Law (ISBN 978-85-441-0645-7)   | Mistborn Segunda Era - A liga da lei: 1             |
| 2015 | Mistborn: Shadows of Self (ISBN 978-85-441-0647-1)    | Mistborn Segunda Era - As sombras de si mesmo: 2    |
| 2016 | Mistborn: The Bands of Mourning (ISBN 978-441-0649-5) | Mistborn Segunda Era - Os braceletes da perdição: 3 |
| 2022 | Mistborn: The Lost Metal                              |                                                     |

### Série Executores
| Ano  | Título Original          | Português                                         |
| ---- | ------------------------ | ------------------------------------------------- |
| 2013 | Steelheart               | Coração de Aço: Livro I da série Executores: 1    |
| 2013 | Mitosis (história curta) |                                                   |
| 2015 | Firefight                | Tormenta de Fogo: Livro II da série Executores: 2 |
| 2016 | Calamity                 | Calamidade: Livro III da série Executores: 3      |

### Série Rithmatist
| Ano  | Título Original | Português |
| ---- | --------------- | --------- |
| 2013 | The Rithmatist  |           |

| Ano  | Título Original   | Português             |
| ---- | ----------------- | --------------------- |
| 2010 | The Way of Kings  | O Caminho dos Reis    |
| 2014 | Words of Radiance | Palavras de Radiância |
| 2017 | Oathbringer       |                       |
| 2020 | Rhythm of War     |                       |

| Ano  | Título Original | Português |
| ---- | --------------- | --------- |
| 2017 | 2.5. Edgedancer |           |
| 2020 | 3.5. Dawnshard  |           |

| Ano  | Título Original                               | Português |
| ---- | --------------------------------------------- | --------- |
| 2009 | The Gathering Storm (ISBN 978-0-7653-0230-4)) |           |
| 2010 | Towers of Midnight (ISBN 978-0-7653-2594-5)   |           |
| 2013 | A Memory of Light (ISBN 978-0-7653-2595-2)    |           |

Os livros acima  são os últimos livros da série  Wheel of Time, séries originalmente escrita por Robert Jordan, que morreu antes de ser capaz de termina-la. Sanderson foi escolhido pela viúva (que também foi a editora) do autor original para terminar a série de acordo com as notas deixadas por seu marido. Os 3 livros não tiveram lançamento no Brasil até o momento. 

### Skyward
| Ano  | Título Original                  | Português                         |
| ---- | -------------------------------- | --------------------------------- |
| 2018 | Skyward (ISBN 978-8-5422-1511-3) | Skyward: Conquiste as estrelas: 1 |
| 2019 | Starsight                        |                                   |
| 2021 | Cytonic                          |                                   |
|      | Defiant (sem data de lançamento) |                                   |

| Ano  | Título Original | Português |
| ---- | --------------- | --------- |
| 2021 | Sunreach        |           |
| 2021 | ReDawn          |           |
| 2021 | Evershore       |           |

## Prêmios e honrarias
- 2005 Romantic Times Reviewers' Choice Best Book Award, Best Epic Fantasy Novel Award, por Elantris[31]
- 2006 Nominated John W. Campbell Award for Best New Writer from the World Science Fiction Convention
- 2006 Nominated Romantic Times Reviewers' Choice Best Book Award, Best Epic Fantasy Novel Award, por Mistborn[32]
- 2007 Nominated John W. Campbell Award for Best New Writer por World Science Fiction Convention
- 2007 Nominated Romantic Times Reviewers' Choice Best Book Award, Best Epic Fantasy Novel Award, for The Well of Ascension[33]
- 2007 UPC Science Fiction Award, por Defending Elysium [34]
- 2007 Nominated Whitney Awards, Best Speculative Fiction, por The Well of Ascension[35]
- 2007 Nominated Whitney Awards, Best Youth Fiction, por Alcatraz Contra os Bibliotecários do Mal[35]
- 2008 Romantic Times Reviewers' Choice Best Book Award, Best Epic Fantasy Novel Award, por The Hero of Ages[36]
- 2008 Whitney Awards, Best Speculative Fiction Award, por The Hero of Ages[37]
- 2009 Nominated Whitney Awards, Best Speculative Fiction, por Warbreaker[38]
- 2010 Whitney Awards, Best Speculative Fiction Award, por The Way of Kings[39]
- 2010 Whitney Awards, Best Novel of the Year Award, por The Way of Kings[39]
- 2011 David Gemmell Legend Award, por The Way of Kings[40]
- 2011 Whitney Awards, Best Speculative Fiction Award, por The Alloy of Law[41]
- 2013 Hugo Award, Best Novella, por The Emperor's Soul[42]
- 2013 Nominated World Fantasy Award, Best Novella, por The Emperor's Soul [43]